# Nukleopatra
Nukleopatra è il sesto studio album finale della band britannica Dead or Alive e pubblicato solo in Giappone nel 1995. 
Questo è per la Band rappresenta il loro ultimo album in studio con le loro composizioni originali.
Venne successivamente pubblicato in Francia, Australia, Sudafrica e, a distanza di tre anni, anche negli Stati Uniti. Altra particolarità sta nel fatto che le pubblicazioni per il rispettivo mercato avvennero con etichette discografiche differenti, track list diversi fra loro e album cover diverse fra loro.
Questo è per la Band rappresenta il loro ultimo album in studio con le loro composizioni originali.
Sin dalla prima pubblicazione del 1995, in Nukleopatra vi è incluso il popolare brano Sex Drive, originalmente composta dal gruppo italiano dei GLAM e cantata da Pete Burns nel 1994; il brano ottenne in Italia un clamoroso successo, tanto che i Dead Or Alive decisero di ri-comporre il brano e pubblicarlo per contro proprio.
Nel disco vi sono anche incluse due re-make di Gone 2 Long e Unhappy Birthday, precedenti singoli estratti dall'album Fan the Flame (Part 1).

## Tracce

### Versione giapponese
1. "Nukleopatra" (Burns/Coy)
2. "Unhappy Birthday" (Burns/Coy/Oxendale)
3. "Rebel Rebel" (David Bowie)
4. "Sleep With You" (Burns/Coy/Oxendale)
5. "The Right Stuff" (Burns/Coy/Jameson)
6. "I'm a Star" (Burns/Coy/Oxendale)
7. "International Thing" (Burns/Coy/Oxendale)
8. "Picture This" (Harry/Stein/Destri)
9. "Spend the Night Together" (Burns/Coy/Oxendale)
10. "Gone Too Long" (Burns/Coy/Oxendale)
11. "Getting It On" (Burns/Coy)
12. "Sex Drive" (Burns/Persi/Rizzatti/Moratto/Teston)

La versione giapponese presenta le versioni estese di Nukleopatra, Sex Drive e International Thing, nonché una versione diversa della loro Unhappy Birthday e il brano Rebel Rebel, che i Dead Or Alive pubblicarono precedentemente all'album sotto il nome di International Chrysis.

### Versione australiana, francese e sudafricana
1. "Nukleopatra"
2. "Sex Drive"
3. "You Spin Me Round" (Sugar Pumpers Radio Remix)
4. "International Thing"
5. "Picture This"
6. "Unhappy Birthday" (12" Remix)
7. "Rebel, Rebel"
8. "I'm A Star"
9. "Sleep With You"
10. "The Right Stuff"
11. "Gone Too Long"
12. "Getting It On"
13. "Spend The Night Together"

### Versione americana
1. "Nukleopatra"
2. "Sex Drive"
3. "You Spin Me Round" (Sugar Pumpers Radio Remix)
4. "International Thing"
5. "Picture This"
6. "Unhappy Birthday" (12" Remix)
7. "Rebel, Rebel"
8. "I'm A Star"
9. "Sleep With You"
10. "The Right Stuff"
11. "Gone Too Long"
12. "Getting It On"
13. "Spend The Night Together"
14. "You Spin Me Round" (Jail House Mix)
15. "Sex Drive" (Scream Driven Mix)